# Rheum maximowiczii
Rheum maximowiczii är en slideväxtart som beskrevs av Los.-losinsk.. Rheum maximowiczii ingår i släktet rabarbersläktet, och familjen slideväxter. Inga underarter finns listade i Catalogue of Life.